# BeagleBoard
BeagleBoard（ビーグルボード）および BeagleBone（ビーグルボーン） は省電力、低コストのシングルボードコンピュータであり、テキサス・インスツルメンツ（TI）によりDigi-Keyの協力を得て開発された。BeagleBoard（BeagleとBoardの間にスペースは入れない）はオープンソースの理念に基づき設計され、Texas Instruments OMAP3のSoC技術成果を示すために作られた。このボードは、世界中で仲間同士がオープンソースハードウエアとオープンソースソフトウエアを教え合う目的に使える教育用ボードとしての機能性能を備えるよう、TI在籍エンジニアの小規模チームによって開発された。このボードはまたクリエイティブ・コモンズにおけるShare-alikeライセンス形態で一般向けに販売されている。BeagleBoardについては beagle.org に巨大なコミュニティが存在する。
BeagleBoardの後継として、CPU性能およびメモリ搭載量と周辺機能を強化したBeagleBoard-xMがある。またBeagleBoneの後継として、機能向上と共に大幅にコストダウンを図ったBeagleBone Black（単なる色違いではなく機能が異なる別製品）がある。
また、同様のオープンソースハードウエアコミュニティによって設計され、OMAP4系列のSoCを搭載したPandaBoardがある。

## BeagleBoard
BeagleBoardは基板の外寸サイズは約75 x 75 mm で、基本的なコンピュータの全ての機能を搭載している。ARM Cortex-A8をコアとしたOMAP3530を搭載。Windows CE、Linux、Symbianなどのオペレーティングシステムを実装することができる。TMS320C64x+のDSPをビデオ・オーディオのデコードのために搭載、そしてイマジネーションテクノロジー社のPowerVR SGX530GPUを2Dおよび3Dレンダリングのため搭載。映像出力はS端子とDVI端子の2つ。SDメモリーカード (MMC) スロットを1個搭載しSDIOセキュリティ機能にも対応可能、USB On-The-Go対応端子、RS-232シリアルポート、JTAG接続、オーディオ信号入力/オーディオ信号出力用に2個のステレオ3.5mmジャックを搭載。
内蔵メディアとメモリはPoP形状で提供され、256MBのNAND Flashメモリ、128MBのDRAM を搭載。
電源電圧は5V動作、最大消費電力は2W (0.4A) で、ACアダプタ接続用のDCジャック（プラグ外径5.5mm、内径2.1mm）およびUSB On The GoミニUSBコネクタから電源供給ができる。電力消費が小さいので、冷却系やヒートシンクの追加は不要。

## BeagleBoard Rev. C4

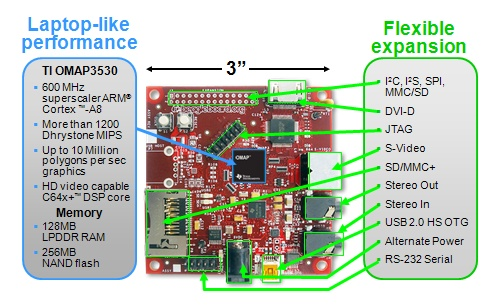
BeagleBoard の説明図

- PoP構造で、パッケージ内部でメモリとコアチップは親亀／子亀状態に重ねられている。
  - TI OMAP 3530プロセッサ 720MHz（ARM Cortex-A8コア）
  - TMS320C64x+ コア (520MHz 720p @30fpsまで対応可）[7]
  - PowerVR SGX 2D/3D グラフィックプロセッサで独立2系統画面出力に対応（S映像とDVI-D）[5]
  - 256MB LPDDR RAM[7]
  - 256MB NANDフラッシュメモリ[7]
- ペリフェラル接続[8]
  - DVI-D（基板サイズの都合でコネクタ形状はHDMIになっている） - 最大解像度 1280x1024ピクセル / 60Hz
  - S端子
  - USB On-The-Go （USB mini-AB）
  - USB標準ポート
  - SD/MMCカードスロット
  - ステレオ音声入力3.5mmミニジャック、ステレオ音声出力3.5mmミニジャック
  - RS-232Cポート（ピンヘッダ形状）
  - JTAGコネクタ
  - DCジャック（DC5V入力）
- 開発に際して[9]
  - ブートコードはROMに内蔵されている。
  - USERボタンを使用することでブート媒体をNANDメモリとSD/MMCメモリカードとで切り替え可能。
  - 動作実績のあるOSは以下のとおり。Android[10], Angstrom Linux[11], Fedora, Ubuntu, Gentoo[12]と Maemo Linux ディストリビューション[13], Windows CE OS[14], Symbian[15], QNX[16]、また開発バージョンのRISC OS 5[17][18][19][20][21]についてはRISC OS Openから入手可能。

## BeagleBoard-xM

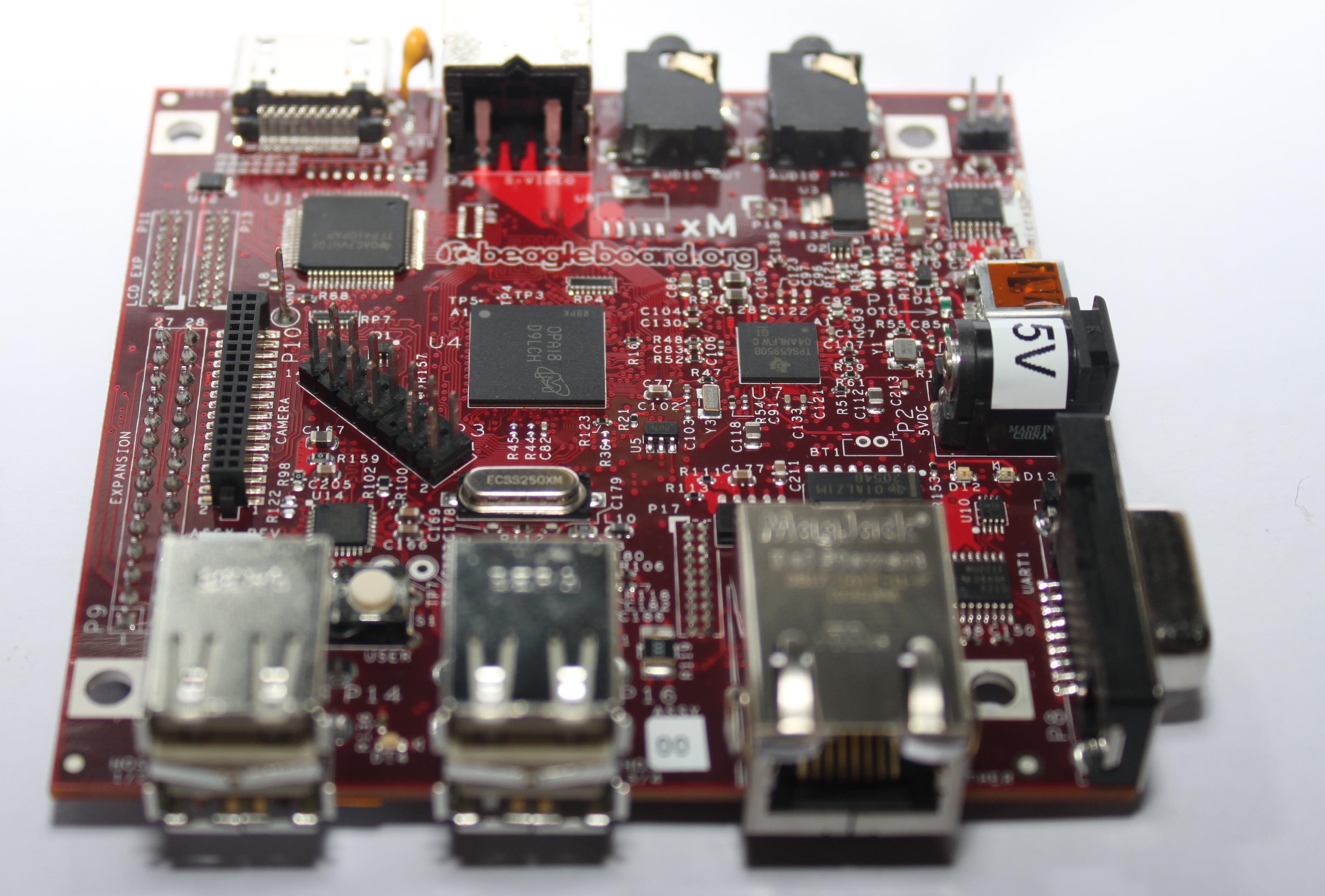
BeagleBoard-xM board

BeagleBoardの改版として、BeagleBoard-xMが2010年8月27日から出荷開始された。基板外形は82.55x82.55mm（基板穴間隔は約68.5x71.0mm）で、OMAP3530の改良版であるDM3730を搭載している。DRAMを512MBに拡張、オンボードイーサネットポート、4ポートのUSBハブを持つ。フラッシュメモリは搭載されていないため、microSDカードを起動メディアとして使用する必要がある。xMで追加されたカメラポートはLeopard Board社のベアボーンのカメラ用。
- PoP構造で、パッケージ内部でメモリとコアチップは親亀／子亀状態に重ねられている。
  - TI DM3730プロセッサ 1GHz（ARM Cortex-A8コア）
  - TMS320C64x+ コア (800MHz 720p @30fpsまで対応可）[7]。
  - PowerVR SGX 2D/3D グラフィックプロセッサで独立2系統の画面表示出力に対応（S映像とDVI-D）[5]。
  - 512MB LPDDR RAM[7]
  - フラッシュメモリは搭載されていない。ユーザー動作確認用としてAngstrom Linux実装済みの4GB microSDカードを標準添付。
- ペリフェラル接続[8]
  - DVI-D接続端子（BeagleBoard同様、HDMIコネクタ形状） - 最低解像度は640x480ピクセル / 60Hz、最大解像度は1280x1024ピクセル / 60Hz[25]
  - S端子
  - USB On-The-Go 端子（mini-AB端子、設定によりターミナル通信端子として使用可能）
  - USB標準ポート
  - Ethernet RJ-45コネクタ
  - MicroSD/MMCカードスロットコネクタ
  - ステレオ音声入力3.5mmミニジャック、ステレオ音声出力3.5mmミニジャック
  - RS232C D-SUB9ピン端子[26]
  - JTAGコネクタ
  - DCジャック（DC5V入力）
  - カメラポート（カメラ用）
  - 拡張ポート
  - RTC は備えていない（時計は毎回設定）
- 開発[9]
  - ブートローダーはmicroSDカードに格納する
  - microSD/MMCカードからのみ起動可能
  - ブート先ソースの切り替えボタン（USERボタンはある）
  - 動作デモ実績のあるOSは、Android[10], Angstrom Linux[11], Fedora, Ubuntu, Gentoo[12]そして Maemo Linux ディストリビューション[13], Windows CE OS [14]。

## BeagleBone
- 大きさ：8.64cm x 5.34cm
- SoC：AM3359ZC272 720MHz (Cortex-A8)
- メモリ：DDR2 256MB
- ストレージ：microSD

## BeagleBone Black
- 大きさ：8.64cm x 5.34cm

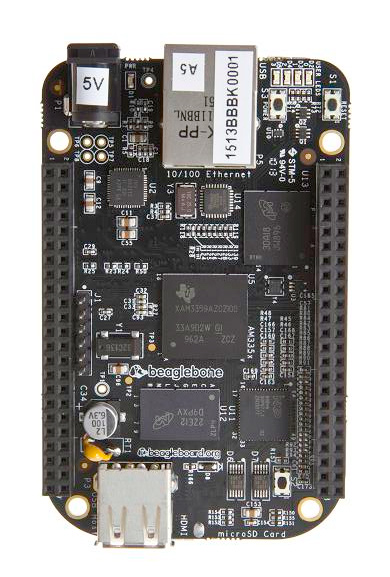
Beaglebone Black

- SoC：Texas Instruments Sitara AM3359AZCZ100 1GHz (Cortex-A8 + PowerVR SGX530)
- メモリ：DDR3L 512MB
- ストレージ：eMMC 2GB + microSD
- 映像音声出力：HDMI（最大解像度1280x1024）
- 有線LAN：RJ45x1 (100Mbps)
- 電源：5V 最大0.46A

## オプションボード
- BeagleBoard Zippy - BeagleBoard 用の機能拡張用ドーターボード
- BeagleTouch Display - Liquidware社がビルドしたAngstrom Linux用のドライバーと、タッチスクリーン 4.3" OLEDタッチスクリーン付きパネル。
- BeagleBoard Zippy2 - BeagleBoard 用の第2世代 Zippy。（UART、EEPROM、100BASE-T、SD-Slot、RTC、I2C）
- BeagleLCD2 Expansion Board - 4.3" ワイド液晶パネル + タッチパネル、インターフェースボード付。HY Research社製。
- BeagleJuice - Liquidware社製のリチウムイオンバッテリーパック。
- BeagleToy WLAN adapter featured on beaglezoo.com - BeagleBoard用のワイヤレス接続機能の追加拡張ボード。

## オプション筺体
Beagle が犬のアイコンのため、犬小屋とも呼ばれる。基板を上下から挟んでスペーサーで支持保護するアクリル板などの保護筺体で、ホビー店での加工で自分で簡単に揃えられるが、凝った造りの筺体を販売している業者もある。
- BeagleBoard Rev.C 用のクリア・アクリルケース - BeagleBoard だけが入り、追加基板の Zippy2 などは入らない。
- BeagleLCD2 クリアアクリルケース - BeagleBoard と BeagleLCD2 とが接続基板を折りたたんでちょうど納まる。

## クローン
- Touch Book - ハイブリッドタイプの、ネットブックタブレット装置で、512MBのRAM、Bluetooth、Wi-Fi、6つのUSBポート、8.9インチスクリーン / タッチパネル付き、キーボードと操作タッチパッド構成。
- IGEPv2 - BeagleBoardよりも少し大きめのボードで、RAM容量も拡張し、BluetoothとWi-Fiを内蔵, USBホストを1ポート、Ethernetポートを1つ搭載。
- ICETEK Mini Board (中国製)[27]
- Embest DevKit8000- TI OMAP3530ベースの開発用ボード
- Embest DevKit8500D- TI DM3730ベースの開発ボード
- OpenSourceMID.org - OMAP3530 ベースのタブレット型モバイル・インターネット・デバイス（MID）で、7インチ液晶 LCD（タッチパネル付）、Wi-Fi、3Gモジュール、カメラ、GPS、加速度センサの各機能を搭載。

## 類似製品
- Parallella
- Raspberry Pi
- PandaBoard - BeagleBoard-xM の後継機。(OMAP4 デュアルコア 1GHz OMAP4430、1GB RAM)
- Hawk Board - 低消費版OMAPのSBCを使い、SATAドライブI/F接続とVGA出力装備。
- Gumstix Overo COMs - OMAP3503あるいはOMAP3530を使い、ホビー、ロボット、民生用途向けに文字通りガムパッケージサイズの BeagleBoard互換の超小型OMAPボード。
- OSWALD - オレゴン州立大学のコンピューターサイエンス専攻の学生たちの開発で、OMAP3530を使用。
- Empower Technologies の EMP3503 と EMP3530 シングルボードコンピューターでリアルタイム OS の LEOs (RTOS)[28]が走る。
- Embest DevKit8000 TI OMAP3530ベースの開発ボード。
- Embest DevKit8500D TI DM3730ベースの開発ボード。
- OpenSourceMID.org OMAP3530 ベースのタブレット端末開発プラットフォーム。

## 関連
- Minimig
- OmapZoom
- OpenEmbedded
- Pandora
- Texas Instruments TMS320

## 参照
1. ↑  “USB-powered Beagle Board from Digi-Key Unleashes Community Development”. Digi-Key (2008年7月28日). 2011年5月12日閲覧。
2. ↑  “Digi-Key Announces New Open Source BeagleBoard Development Board”. Digi-Key (2009年5月13日). 2011年5月12日閲覧。
3. ↑  “BeagleBoard-xM page” (2010年9月14日). 2011年5月12日閲覧。
4. ↑  BeagleBoard page at elinux.org, referenced 2011-05-12
5. 1 2 3  https://archive.is/20120711061852/http://linuxdevices.com/news/NS5852740920.html
6. ↑  グラフィックレンダリング性能はTIのAndroid Froyo Pre-build版640x480画面上でアプリ動作確認可能
7. 1 2 3 4 5  “"OMAP3530 BeagleBoard" ''High performance and numerous expansion options'':page 3”.   Dkc1.digikey.com (2009年5月27日). 2010年2月4日閲覧。
8. 1 2  “"OMAP3530 BeagleBoard" ''High performance and numerous expansion options'':page 4”.   Dkc1.digikey.com (2009年5月27日). 2010年2月4日閲覧。
9. 1 2  “"OMAP3530 BeagleBoard" ''Boot Options'': page 9”.   Dkc1.digikey.com (2009年5月27日). 2010年2月4日閲覧。
10. 1 2  “Android On Beagle”.   Beagleboard.org. 2010年2月4日閲覧。
11. 1 2  https://archive.is/20130127212134/http://www.linuxdevices.com/news/NS8479495970.html
12. 1 2  “Neuvoo Project”. Neuvoo.   Neuvoo Devs. 2010年1月5日閲覧。
13. 1 2  Paul, Ryan (2008年8月1日). “TI launches hackable Beagle Board for hobbyist projects”.   Arstechnica.com. 2010年2月4日閲覧。
14. 1 2  https://archive.is/20130209092949/http://www.windowsfordevices.com/news/NS5111878566.html
15. ↑  “The Wild Ducks Project”.   wildducks.org. 2011年3月31日閲覧。
16. ↑  “Foundry27 BSP for BeagleBoard”.   community.qnx.com. 2010年12月3日閲覧。
17. ↑  “RISC OS Open Cortex-A8 port”.   Riscosopen.org (2010年1月18日). 2010年2月4日閲覧。
18. ↑  “RISC OS 5 pictured running on ARM Cortex-A8 kit”.   Drobe.co.uk. 2010年2月4日閲覧。
19. ↑  “Beagleboard runs RISC OS 5 desktop”.   Drobe.co.uk. 2010年2月4日閲覧。
20. ↑  “RISC OS on OMAP - the future?”.   Iconbar.com. 2010年2月4日閲覧。
21. ↑   RISC OS on new hardware
22. ↑  Androidにおいては、USBポートにUVC対応のWebカメラを接続して映像入力するための技術情報がWebや書籍で提供されている。
23. ↑  https://groups.google.com/g/beagleboard/c/ZgSg3r8APIo/m/HStC45u6m2AJ
24. ↑  http://beagleboard.org/hardware-xM
25. ↑  内部PLL都合で画面ピクセル指定、リフレッシュレート設定60Hzのときに、垂直走査周波数の出力ズレが60.4kHzより大きい場合には、非力な可搬タイプの小型液晶モニターでは表示可能周波数範囲に収まらない場合がある。
26. ↑  BeagleboardではRS-232C端子はピンヘッダ形状で、一般的なRS-232Cケーブルを接続するためにはD-SUB 9ピン変換ケーブルなどを用いる必要があったが、xMでは基板上にD-SUB9ピン端子が実装されたため、RS-232Cケーブルを直接接続できるようになった。
27. ↑  “Mini Board”.   eLinux.org. 2010年2月4日閲覧。
28. ↑  https://archive.is/20120907022437/http://www.linuxfordevices.com/c/a/News/Empower-EMP3503-and-EMP3530/